# لوییس فراخان
لوییس فراخان (به انگلیسی: Louis Farrakhan)(زاده ۱۱ مه ۱۹۳۳) رهبر جنبش تلفیقگرایانه و عمدتاً آفریقایی آمریکایی امت اسلام است. وی با راهنمایی مالکوم ایکس اسلام آورد.
او به عنوان امام مساجدی در بوستون و هارلم رسید و توسط رئیس سابق این جنبش به عنوان نماینده ملی آن منصوب شد. این جنبش بیش از ۱۳۰ مسجد در آمریکا و جهان دارد.
او یک رهبر دینی و اجتماعی سیاه‌پوست است که در موارد متعدد از سیاست‌های دولت آمریکا انتقاد کرده‌است. او به‌طور گسترده مورد تحسین و انتقاد قرار گرفته‌است. لوئیس فراخان در سال ۱۹۷۸ و در مقابله با جریان الحاق پسر عالیجاه محمد به جریان عمومی‌مسلمانان از او جدا شد و در ابتدای امر بیش از هزار نفر پیرو نداشت. در آتلانتا، اغلب مسلمانان از وارث دین محمد فرزند عالیجاه محمد پیروی می‌کنند، که حزب امت اسلام را به مدت چهل سال تا هنگام مرگش در سال ۱۹۷۵ میلادی رهبری کرد. دین محمد از هنگام فوت پدرش، مسلمانان را از تئوری‌های نژادپرستانه برحذر داشته و از آنان مسلمانانی اهل سنت و میانه‌رو ساخته و این مشی او در میان مسلمانان آمریکا به یک تغییر اساسی تفسیر شده‌است. دین محمد معتقد است که جمعیتی میان یکصد تا ۲۵۰ هزار نفر پیرو دارد. یک پروفسور علوم مذهبی در کالج (Vassar) معتقد است که پیروان دین محمد همان‌گونه که از دستورهای مذهبی او پیروی می‌کنند، از فتاوای سیاسی‌اش نیز حمایت می‌کنند. دین محمد، برخلاف لوئیس فراخان، جنبه‌های ضدیهودی افکار حزب ملت‌اسلام را برملا نمی‌کند. شیوه و سلوک لوئیس فراخان و دین محمد با یک‌دیگر بسیار متفاوت است. این دو به ندرت با هم روبه‌رو می‌شوند. فراخان با محافظ حرکت می‌کند و همه هوش و حواس خود را متوجه تشکیلات کرده‌است. او در خانه مجلل عالیجاه محمد در شیکاگو زندگی می‌کند. اما دین محمد معمولاً به تنهایی سفر می‌کند و کیف دستی‌اش را خودش حمل می‌کند. او قائل به نظارت مستقیم بر امور هوادارانش‌نیست و می‌گوید: «من مخالف رهبری نیستم، ولی با دیکتاتوری مخالفم.» در مراسم به خاک‌سپاری یوسف شاه، از ائمه مساجد آمریکا، این دو با یک دیگر روبرو شدند و همدیگر را به گرمی در آغوش گرفتند. دین محمد خود را رهبر نهضت تغییرطلبان می‌خواند و فراخان را رهبر سنت‌گرایان می‌داند.

## اسلام سیاسی فراخان
فراخان درموضوع جبهه‌گیری‌های سیاسی داخل آمریکا نیز پیش‌گام به حساب می‌آید. چرا که نخستین پیشوای مسلمان آمریکایی است که در هنگام انتخابات سنای آمریکا در سال ۱۹۹۲ فراخوان اعلام کرده بود. در سال ۱۹۸۰ او به جمهوری‌خواهان رأی داد و در مبارزه‌های انتخاباتی ریاست جمهوری میان جورج بوش و کلینتون، از بوش حمایت کرد. عربستان سعودی با اعطای یک کمک ۵/۸ میلیون دلاری به وی، این امکان را داد تا یک مسجد در جنوب لوس آنجلس برای خود و هوادارانش برپا کند. و. دین محمد از مبارزه مردم فلسطین برای سرزمین خود و حق خودمختاری‌شان حمایت می‌کند ولی تأکید می‌کند که هیچ اقدام تروریستی و کارهایی که منجر به قتل مردم بی‌گناه می‌شود، حمایت نخواهد کرد. فراخان به دلیل اظهارهای ضدیهودی‌اش و ضد ترامپی و ضد سفیدپوستی اش به شدت مورد غضب سرمایه‌داران سیاستمدار و یهودیان صهیونیست است.